# Sonnenbrink
Der Sonnenbrink ist ein 175,3 m ü. NHN hoher Berg im Wiehengebirge südlich von Bad Essen in Niedersachsen.

## Lage
Der bewaldete Sonnenbrink ist Teil des langgestreckten und fast durchgängig bewaldeten Wiehengebirges. Auf seinem Gipfel steht der Sonnenbrinkturm. Westlich (Osterberg, 172,6 m ü. NHN) und östlich (Born) finden sich auf dem Hauptkamm nicht weit entfernte Berge, die etwa ähnlich hoch wie der Sonnenbrink sind. Der nur rund 400 m westlich gelegene, und unbekanntere, Osterberg wird kaum als markanter eigenständiger Gipfel wahrgenommen. Westlich des Sonnenbrinks finden sich auf dem Hauptkamm des Wiehengebirges jedoch keine höheren Gipfel mehr. Nach Norden fällt der Berg in die Norddeutsche Tiefebene ab. Unmittelbar am Gebirgsfuß liegt dort die Stadt Bad Essen. Vom östlich gelegenen Born ist der Sonnenbrink durch den Pass mit der L 84 getrennt. Der Mühlenbach entspringt am Südhang des Sonnenbrinks und fließt zunächst entlang der Südflanke des Sonnebrinks und des Osterbergs, bevor er den Hauptkamm durchbricht und in die Tiefebene einfließt. Die Gipfelregion wird dadurch vollständig Richtung Hunte entwässert. Die südlich gelegene Siedlung Essenerberg reicht bis an den Kamm heran. Unweit des Sonnenbrinkturms liegt eine Rehabilitationsklinik.

## Tourismus
Unweit südlich des Gipfels verlaufen der Wittekindsweg, der E11 und der DiVa Walk. Der Ems-Hase-Hunte-Else-Weg und der Bad Essener Rundweg führen über den Gipfel.